# David Courteix
Pas d'image ? Cliquez ici

a Compétitions nationales et continentales officielles uniquement.

Dernière mise à jour le 27 février 2024.
David Courteix, né le 30 mai 1972 à Clermont-Ferrand (Puy-de-Dôme), est un joueur et entraîneur français de rugby à XV, qui évolue aux postes de troisième ligne centre ou de troisième ligne aile.
Pendant sa carrière, il joue tout d'abord à l'ASM Clermont Auvergne en première division avant d'évoluer au Stade aurillacois.
De 2010 à 2024, il est entraîneur et sélectionneur de l'équipe de France féminine de rugby à sept.

## Biographie
David Courteix est né le 30 mai 1972 à Clermont-Ferrand dans le Puy-de-Dôme.
Il fait sport études au lycée Bernart de Ventadour à Ussel. Il évolue à l'AS Montferrand en première division à partir de 1994 aux postes de troisième ligne centre ou troisième ligne aile, il dispute la finale du championnat de France 1998-1999, battu par le Stade toulousain.
Il évolue ensuite sept saisons de 2001 à 2008 au Stade aurillacois puis au Rugby Club Arpajon Veinazès.
David Courteix devient entraîneur et sélectionneur de l'équipe de France féminine de rugby à sept à partir de 2010.
En 2014, la Fédération française de rugby finalise seize contrats semi-professionnels pour faciliter la préparation olympique et faire concurrence aux structures professionnelles mises en place par d'autres fédérations nationales de rugby à sept.  
En 2015, David Courteix qualifie l'équipe de France à sept féminine pour les Jeux olympiques d'été de 2016 à Rio de Janeiro.
En 2018, il amène l'équipe de France à sept féminine en finale de la Coupe du monde, où elle s'incline face à la Nouvelle-Zélande. Il est élu meilleur entraîneur du tournoi.
En juin 2021, sous sa direction, l'équipe de France se qualifie aux Jeux olympiques 2020 lors du tournoi de repêchage organisé à Monaco. Par la suite, fin juillet, la sélection obtient la médaille d'argent à Tokyo en s'inclinant 26 à 12 en finale du tournoi féminin face à la Nouvelle-Zélande.

## Palmarès

### En tant qu'entraîneur
- Jeux olympiques
  -  Médaille d'argent aux Jeux olympiques d'été de 2020

- Coupe du monde de rugby à sept
  -  Médaille d'argent à la Coupe du monde de rugby à sept 2018
  -  Médaille de bronze à la Coupe du monde de rugby à sept 2022[11]